# Virgo prudentissima

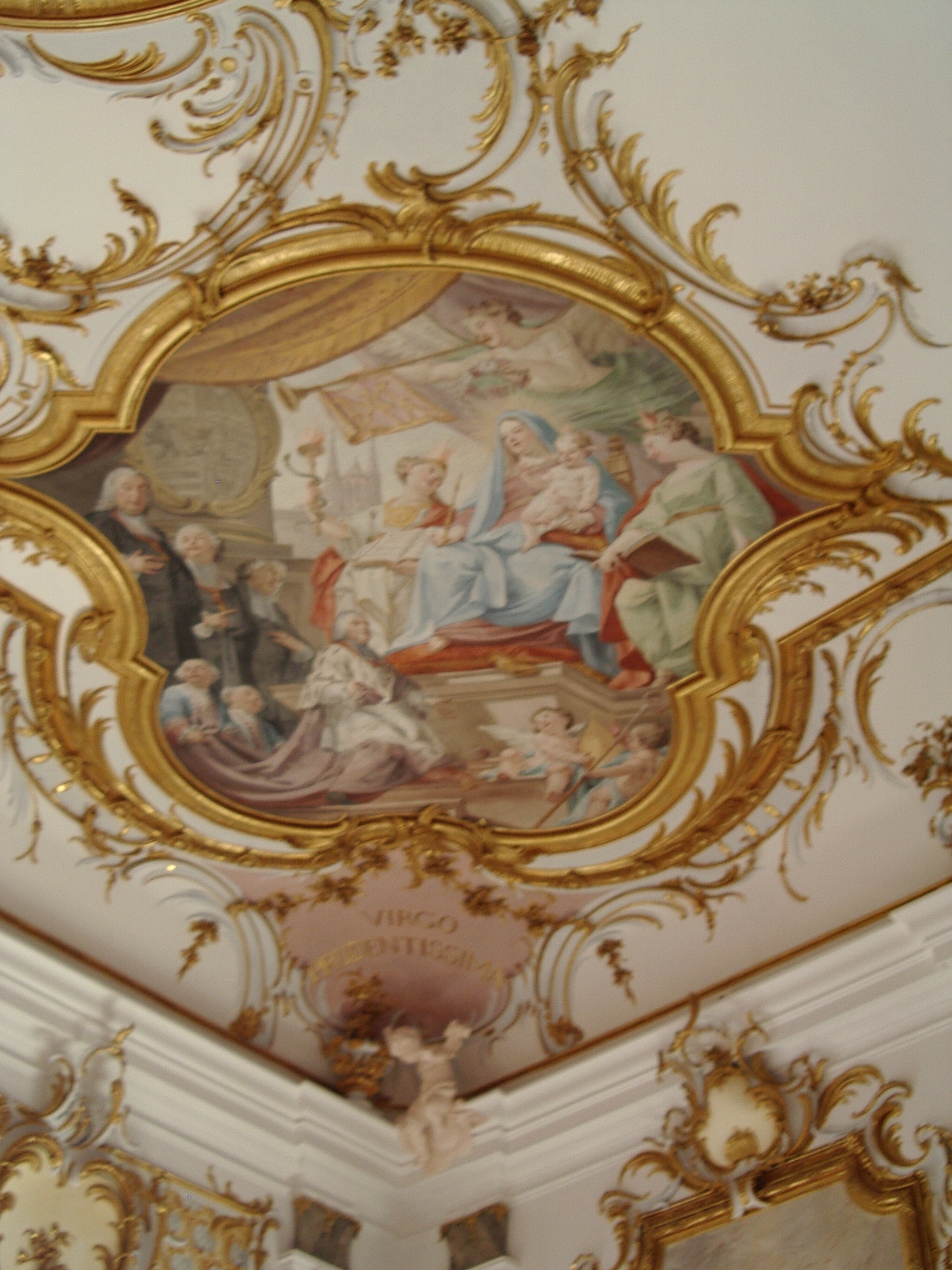
Virgo prudentissima, plafondschildering in de Goldene Saal van het stadhuis van Augsburg

Virgo prudentissima (Nederlands: Allervoorzichtigste Maagd) is een van de eretitels van Maria uit de zogenaamde Litanie van Loreto. Met deze titel wordt aangegeven dat Maria een van de kardinale deugden (prudentia, wat zoveel wil zeggen als voorzichtigheid, maar ook: wijsheid) in hoge mate zou hebben bezeten. Voorzichtigheid moet hier overigens niet worden opgevat als een vorm van rustig de kat uit de boom kijken, of angstvallig afwachten. Eerder duidt de deugd voorzichtigheid op vooruitzien, overwegen, juist weten te kiezen wat er in een bepaalde omstandigheid gedaan dient te worden. Het optreden van Maria tijdens de Bruiloft van Kana (Johannes 2:1-11) wordt over het algemeen gezien als een teken van haar prudentia.
De uit de zuidelijke Nederlanden afkomstige componist Heinrich Isaac (ca. 1450-1517) heeft een vierstemmig motet geschreven dat de titel Virgo prudentissima draagt. Daarnaast heeft ook Gust Nees een lied geschreven op dezelfde tekst.